# Goniadella gracilis
Goniadella gracilis är en ringmaskart som först beskrevs av Addison Emery Verrill 1873.  Goniadella gracilis ingår i släktet Goniadella och familjen Goniadidae. Arten har ej påträffats i Sverige. Inga underarter finns listade i Catalogue of Life.